# Domenico Pinelli
Domenico Pinelli (21 de outubro de 1541 - 9 de agosto de 1611) foi um cardeal italiano, decano do Colégio dos Cardeais e arcipreste da Basílica de Santa Maria Maior.

## Biografia
De uma família patrícia, era filho de Paride Pinelli, senador da República de Gênova, e Benedetta Spinola. Estudou na Universidade de Pádua, em direito.
Professor público de direito na Universidade de Pádua por um ano, retornou a Gênova e entrou no Collegio degli avvocati. Tornou-se Referendário dos Tribunais da Assinatura Apostólica da Justiça e da Graça, sob o pontificado do Papa Pio IV (1559-1565), mais tarde, nomeado pelo Papa Pio V (1566-1572) Correttore delle Lettere. Nomeado um dos reformadores dos tribunais de Roma, tornou-se tenente-civil do auditor da Câmara Apostólica. Cardeal Alessandro Sforza, legado em Bolonha, pediu-lhe como vice-legado, mas o Papa Gregório XIII negou a petição dizendo que ele era necessário em Roma.
Foi o comissário apostólico para a causa da fronteira entre as cidades de Terni e Narni que estava causando tumulto entre os seus cidadãos, cumpriu a sua missão para a satisfação de ambos os lados.

## Episcopado
Foi eleito bispo de Fermo, com dispensa por não ter recebido as ordens sagradas seis meses antes, em 14 de agosto de 1577. Renunciou ao governo da diocese antes de 14 de janeiro de 1585. Depois, foi nomeado núncio na Espanha, mas antes da nomeação entrar em vigor, foi promovido ao cardinalato.

## Cardinalato
Em 18 de dezembro de 1585, foi criado cardeal pelo Papa Sisto V, recebendo o barrete cardinalício e o título de cardeal-presbítero de São Lourenço em Panisperna em 15 de janeiro de 1586. Provavelmente em 1587, torna-se arcipreste da Basílica Liberiana.
Foi nomeado pelo Papa legado delle Pontifícias galee em 1590. Foi nomeado pelo papa Urbano VII prefeito da Sagrada Consulta, sendo seu nome confirmado pelo Papa Gregório XIV. Passou para o título de São Crisógono, em 14 de janeiro de 1591. Tornou-se legado nas províncias de Perúgia e Umbria, em 18 de fevereiro de 1591 até 1597. Legado a latere para a abertura e fechamento da Porta Santa na Basílica de Santa Maria Maior durante o ano jubilar de 1600. Passou ao título de Santa Maria além do Tibre, em 22 de abril de 1602.
Passou para a ordem dos cardeais-bispos e assume a sé suburbicária de Albano, em 19 de fevereiro de 1603. No mesmo ano, passa para a suburbicária de Frascati, em 16 de junho. Passa para a suburbicária de Porto e Santa Rufina, em 1 de junho de 1605. Na ausência do cardeal Pietro Aldobrandini, atuou como pró-penitenciário e pró-prefeito do Tribunal da Assinatura Apostólica. Em 7 de fevereiro de 1607, torna-se decano do Colégio dos Cardeais e passa para a suburbicária de Óstia e Velletri.

## Conclaves
- Conclave de setembro de 1590 - participou da eleição do Papa Urbano VII.
- Conclave do outono de 1590 - participou da eleição do Papa Gregório XIV.
- Conclave de 1591 - participou da eleição do Papa Inocêncio IX.
- Conclave de 1592 - participou da eleição do Papa Clemente VIII.
- Conclave de março de 1605 - participou da eleição do Papa Leão XI.
- Conclave de maio de 1605 - participou da eleição do Papa Paulo V.